# Епикурејство
Епикурејство је систем филозофије који је створио Епикур, последњи антички филозоф. Епикур је основао школу у једном од атинских вртова, која је врло брзо добила име Епикуров врт, а епикурејци „филозофи из врта“. Епикур филозофију схвата као делатност која истраживањима и размишљањима помаже у остваривању среће у животу. Етика је врхунац филозофирања, а логика и физика су само средства да се пронађе смисао живота. Две основне карактеристике Епикурове филозофије су атомизам и хедонизам.

## Историја
Епикурејска физика је произашла из Демокритовог атомистичког система који потиче из 5. века п. н. е.
У Митилени, главном граду острва Лезбос, а затим у Лампсаку, Епикур је учио и стекао следбенике. У Атини је Епикур за своју школу купио имање звано „Врт“, касније име Епикурове школе. Међу њеним члановима били су Хермарх, Идоменеј, Колотес, Пољаен и Метродор. Епикур је нагласио пријатељство као важан састојак среће, а чини се да је школа била умерено аскетска заједница која је одбацила политичко средиште атинске филозофије. По атинским мерилима били су прилично космополити, укључујући жене и робове. Активности заједнице су имале одређени значај, посебно поштовање Еикаса, месечног друштвеног окупљања. Неки чланови су такође били вегетаријанци јер, према витким доказима, Епикур није јео месо, иако није забрањено јести месо.
Популарност школе је расла и постала је, заједно са стоицизмом, платонизмом, перипатетизмом и пиронизмом, једном од доминантних школа хеленистичке филозофије, која је снажно трајала кроз касније Римско царство. Други главни извор информација је римски политичар и филозоф Цицерон, иако је био изузетно критичан, осуђујући Епикурејце као необуздане хедонисте, лишене осећаја за врлину и дужност и криве због повлачења из јавног живота. Други древни извор је Диоген из Ојноанде, који је саставио велики натпис у Ојноанди у Ликији.
Дешифровани карбонизовани свици добијени из библиотеке у вили папируса у Херкуланеју садрже велики број дела Филодема, покојног хеленистичког Епикуреја и самог Епикура, што сведочи о трајној популарности школе. Диоген извештава о клеветничким причама, које су дистрибуирали Епикурови противници. Са растућом доминацијом неоплатонизма и перипатетизма, а касније и хришћанства, епикурејство је опало. До краја трећег века не, било је мало трагова о његовом постојању. Ранохришћански писац Лактанције критикује Епикура у неколико тачака у свим његовим Божанским институтима. У Божанској комедији Дантеа Алигијерија епикурејци су приказани као јеретици који пате у шестом кругу пакла. У ствари, чини се да Епикур представља крајњу јерес. Реч јеретика у талмудској литератури је „Апикорос“ (אפיקורוס).
У 17. веку, француски фрањевачки свештеник, научник и филозоф Пјер Гасенди написао је две књиге снажно оживљавајући епикурејство. Убрзо након тога, и под очигледним утицајем Гасендија, Валтер Чарлетон је објавио неколико дела о епикурејству на енглеском језику. Напади хришћана наставили су се, најјаче од стране платоничара из Кембриџа.
У раном модерном периоду научници су усвојили атомистичке теорије, док су материјалистички филозофи прихватили Епикурову хедонистичку етику и поновили своје примедбе на природну телеологију.

## Филозофија
Једине ствари које постоје су тела и простор и једно и друго у бесконачном броју. Простор чини апсолутно празно, које омогућава кретање, док је тело састављено од недељивих честица, „атома“. Атоме је даље могуће мерити преко скупова апсолутних минимума, крајњих јединица величине. Атоми су у сталном кретању, константне брзине и пошто се налазе у празном простору, не постоји ништа што би их успорило. Стабилност је свеобухватно својство једињења, која формирају велике групе атома преко сложених шаблона комплексних кретања. Кретање се састоји од три принципа: тежине, колизија и минималног случајног покрета или заокрета, који иницира нове шаблоне кретања и онемогућава детерминизам.
Атоми као посебне јединице, поседују само примарна својства, облик, величину и тежину. Сва друга секундарна својства, као што је на примјер боја, настају изван атомских једињења. Будући да зависе један од другог, није их могуће додати на списак самопостојећих ствари, али то не значи да нису стварни. Наш свијет, као небројени други свјетови, је случајно створено једињење, ограниченог трајања. Не постоји неки божији ум иза њега. На богове треба гледати као на идеална бића, моделе епикурејског начина живота и према томе удаљене од наших интересовања.
Основна тврдња епикурејске теорије сазнања (канонике) је да су сви опажаји репрезентативно (не пропозиционално) истинити. У парадигматичном случају призора, танке траке атома се константно изливају из посматраних тијела и наше очи механички региструју оне које до њих доспијевају повезујући их у једну цјелину, али не и интепретирајући. Ти примарни визуелни подаци имају неоспорну вриједност. Али закључци који из њих произлазе о природи спољашњих објеката подразумијевају расуђивање, и ту стижемо до мјеста гдје се могу десити грешке. Према томе, опажаји служе као један од три критеријума, заједно са осјећањима, критеријумом о вриједностима и природно стеченим општим концепцијама (prolēpseis).
На бази евиденције опажаја, поседујемо способност да закључујемо о природи микроскопских и далеких феномена. Небески феномен, на пример, се не може сматрати божијом творевином и искуство нам нуди мноштво адекватних модела преко којих долазимо до природног објашњења. Основе које су противне конзистентности директно посматраног феномена, називају се ouk antimarturēsis, недостатак контраевиденције. Парадоксално, када више алтернативних објашњења истог феномена прође тест, сва морају бити прихваћена као истинита. У овом случају када се примјене фундаментални принципи физике, само једна теорија пролази тест.
У епикурејској етици, уживање се сматра добром и нашим животним циљем, којем су подређене све друге вредности. Бол је једино зло, а међустања не постоје.

## Етика
Епикурејство заснива своју етику на хедонистичком скупу вредности. У најосновнијем смислу, епикурејци виде задовољство као сврху живота. Као доказ за то, епикурејци кажу да изгледа да нам природа заповеда да избегавамо бол, и истичу да све животиње настоје да избегавају бол што је више могуће. Епикурејци су врло прецизно разумели шта је највеће задовољство, а фокус њихове етике био је на избегавању бола, а не на тражењу задовољства.
Епикурејство је делило задовољство у две широке категорије: ужици тела и ужици ума.
- Телесна задовољства: Ова задовољства укључују сензације тела, попут чина једења укусне хране или боравка у комфорном стању без болова, а постоје само у садашњости.[9] Уживања у телу могу се доживети само у тренутку, што значи да постоје само док их човек доживљава.[10]
- Задовољства ума: Ова задовољства укључују менталне процесе и стања; осећања радости, недостатак страха и пријатна сећања су сви примери ужитака ума.[9] Ова уживања ума не постоје само у садашњости, већ и у прошлости и будућности, јер сећање на прошло пријатно искуство или очекивање неке потенцијално угодне будућности могу бити пријатна искуства.[10] Због овога се сматрају да су умска задовољства већа од телесних.[10]

Епикурејци су даље поделили сваку од ових врста задовољстава у две категорије: кинетичко задовољство и катастематско задовољство.
- Кинетичко задовољство: Кинетичко задовољство описује физичка или ментална задовољства која укључују радњу или промену.[12] Једење укусне хране, као и испуњавање жеља и уклањање бола, што се само сматра пријатним чином, примери су кинетичког задовољства у физичком смислу.[11][12] Према Епикуру, осећања радости била би пример менталног кинетичког задовољства.
- Катастематско задовољство: Катастематско задовољство описује задовољство које човек осећа док је у стању без бола.[13] Попут кинетичких задовољстава, катастематска задовољства могу бити и физичка, попут стања нежедности, или ментална, попут ослобађања од стања страха.[11] Потпуно физичко катастематско задовољство назива се апониа, а потпуно ментално катастематско задовољство назива се атаракиа.[11]

Из овог схватања, епикурејци су закључили да је највеће задовољство које је човек могао постићи било потпуно уклањање свих болова, како телесних, тако и менталних. Крајњи циљ тадашње епикурејске етике био је достизање стања апоније и атараксије. Да би то учинио, епикурејац је морао да контролише своје жеље, јер се сама жеља сматрала болном. Не само да ће контрола нечијих жеља довести до апоније, јер ће ретко патити због тога што неће бити физички задовољни, већ ће и контрола својих жеља помоћи да се постигне атараксија, јер човек неће бити забринут због нелагоде, јер би ионако имао толико мало жеља.
Епикур разликује три врсте жеља: природне и нужне, природне али не и неопходне, и оне које нису ни природне ни неопходне.
Природно и неопходно: Ове жеље су ограничене жеље које су урођене у свим људима; део је људске природе да их има. Они су неопходни из једног од три разлога: неопходни за срећу, неопходни за ослобађање од телесне нелагодности и неопходни за живот. Одећа би спадала у прве две категорије, док би нешто попут хране припадало трећој.
Природно, али не и неопходно: Ове жеље су урођене људима, али их није потребно испунити ради њихове среће или опстанка. Жеља да се једе укусна храна када је гладан пример је природне, али не и нужне жеље. Главни проблем ових жеља је тај што оне не успевају да знатно повећају човекову срећу, а истовремено захтевају напор да би их људи постигли и желе због лажног уверења да су заправо неопходне. Из тог разлога их треба избегавати.
Није природно ни неопходно: Ове жеље нису урођене људима нити су потребне за срећу или здравље; заиста, они су такође неограничени и никада се не могу испунити. Жеље за богатством или славом спадале би у ову категорију, а такве жеље треба избегавати, јер ће на крају донети само нелагоду.
Ако неко следи само природне и неопходне жеље, тада би, према Епикуру, могао да достигне апонију и атараксију, а самим тим и највиши облик среће.

Епикур је такође био рани мислилац који је развио појам правде као друштвеног уговора. Правду је дефинисао као споразум који су људи склопили да не наносе штету једни другима. Смисао живота у друштву са законима и казнама је заштитити се од штете како би неко могао тражити срећу. Због тога закони који не доприносе унапређењу људске среће нису праведни. Дао је своју јединствену верзију етике узајамности, која се разликује од других формулација наглашавајући минимализовање штете и максимизирање среће за себе и друге:
„Немогуће је живети пријатним животом, а да се не живи мудро и добро и праведно, а немогуће је живети мудро и добро и праведно, а да се не живи пријатан живот.“

(„праведно“ значи спречавање „да особа оштети или да јој неко нанесе штету“) 
Епикурејство је укључивало релативно потпун приказ теорије друштвеног уговора, а делом покушава да се позабави питањима друштва описаног у Платоновој "Држави". Теорија друштвеног уговора коју је успоставио епикурејство заснива се на међусобном договору, а не на божанској одредби.

## Политика
Епикурејске идеје о политици не слажу се са другим филозофским традицијама, наиме са стоичком, платонистичком и аристотеловском традицијом. За епикурејце су сви наши друштвени односи ствар начина на који се доживљавамо, обичаја и традиције. Нико није сам по себи веће вредности или му је суђено да доминира над другим. То је зато што не постоји метафизичка основа за супериорност једне врсте човека, сви људи су направљени од истог атомског материјала и према томе су природно једнаки. Епикурејци такође одвраћају од политичког учешћа и другог учешћа у политици. Међутим, епикурејци нису аполитични, могуће је да неки епикурејци могу сматрати корисним неке епикурејце. Нека политичка удруживања могла би да доведу до одређене користи за појединца која би помогла да се максимализује задовољство и избегну физичке или менталне невоље.
Избегавање или ослобађање од недаћа и страха идеално је за Епикурејце. Иако се ово избегавање или слобода могло постићи политичким средствима, Епикур је инсистирао на томе да се бављење политиком неће ослободити страха и саветовао је да се не води политички живот. Епикур је такође обесхрабрио давање доприноса политичком друштву оснивањем породице, јер су користи супруге и деце надвладане невољама које ствара породица. Уместо тога, Епикур је подстакао стварање заједнице пријатеља изван традиционалне политичке државе. Ова заједница честитих пријатеља усредсредила би се на унутрашње ствари и правду.
Међутим, епикурејство је прилагодљиво околностима, као и епикурејски приступ политици. Исти приступи неће увек радити у заштити од бола и страха. У неким ситуацијама ће бити корисније имати породицу, а у другим ситуацијама ће бити корисније учествовати у политици. На крају је на Епикурејцима да анализирају њихове околности и предузму оно што одговара ситуацији.

## Религија
Епикурејство не пориче постојање богова; него негира њихову умешаност у свет. Према епикурејству, богови се ни на који начин не мешају у људске животе или остатак универзума - тако се избегава идеја да су застрашујући временски догађаји божанска одмазда. Један од страхова од којих би Епикурејац требало да се ослободи јесте страх који се односи на поступке богова. Начин на који постоје епикурејски богови и даље је споран. Неки научници кажу да епикурејство верује да богови постоје изван ума као материјални објекти (реалистичка позиција), док други тврде да богови у нашем уму постоје само као идеали (идеалистички положај).
Реалистичка позиција држи да епикурејци богове схватају као постојеће као физичка и бесмртна бића направљена од атома који бораве негде у стварности. Међутим, богови су потпуно одвојени од остатка стварности; они су за то незаинтересовани, не играју никакву улогу и остају потпуно несметани. Уместо тога, богови живе у ономе што се назива метакосмија, или простору између светова. Супротно томе, идеалистичка позиција држи да Епикур заправо није поимао богове као оне који постоје у стварности. Уместо тога, за Епикура је речено да је на богове гледао као на идеализоване облике најбољег људског живота, и сматра се да су богови били симболи живота коме треба тежити. Расправу између ове две позиције оживели су А. А. Лонг и Давид Седлеј у својој књизи Хеленистички филозофи из 1987. године, у којој су њих двојица заговарали идеалистичку позицију. Иако научни консензус тек треба да се постигне, реалистичка позиција остаје преовлађујуће гледиште у овом тренутку.

Епикурејство је такође нудило аргументе против постојања богова на начин који су предложили други системи веровања. Загонетка Епикура, или Проблем зла, познати је аргумент против постојања свемоћног и промисаоног Бога или богова. Као што је забележио Лактанције:
Бог или жели да елиминише лоше ствари и не може, или може, али не жели, или нити жели, нити може, или обоје жели и може. Ако жели и не може, онда је слаб - а то се не односи на бога. Ако може, али не жели, онда је инат - што је једнако страно и божјој природи. Ако нити жели, нити може, он је и слаб и злобан, а самим тим ни бог. Ако жели и може, што једино приличи богу, одакле онда потичу лоше ствари? Или зашто их не елиминише?

- Лактанције, De Ira Deorum
Овом типу аргумената трилеме (Бог је свемоћан, Бог је добар, али зло постоји) фаворизирали су старогрчки скептици, а Лактанције је овај аргумент можда погрешно приписао Епикуру, који је из своје хришћанске перспективе Епикура сматрао атеиста. Према Рејнолдду Ф. Глеју, устаљено је да аргумент теодицеје долази из академског извора који не само да није епикурејски, већ чак и антиепикурејски. Најранија сачувана верзија ове трилеме појављује се у списима пиронског филозофа Секста Емпирика.
Паралеле могу повући џаинизам и будизам, који на сличан начин истичу недостатак божанског уплитања и аспекте његовог атомизма. Епикурејство такође подсећа на будизам по својој умерености, укључујући веровање да велики вишак доводи до великог незадовољства. Неки савремени епикурејци тврде да је епикурејство врста верског идентитета, тврдећи да испуњава „седам димензија религије“ Ниниана Смарта и да епикурејске праксе гозбе двадесете и проглашења заклетве следе Епикура, инсистирајући на придржавању доктрине, и светост епикурејског пријатељства чине епикурејство сличнијим неким нетеистичким религијама него другим филозофијама.

## Епикурејство данас
У модерној популарној употреби, епикурејац је познавалац вештина живота и усавршавања чулних задовољстава; Епикурејство подразумева љубав или добро упућено уживање, посебно у доброј храни и пићу.
Будући да епикурејство поставља да је задовољство крајње добро (телос), од давнина се често погрешно схвата као доктрина која заговара учествовање у пролазним ужицима као што су сексуални вишак и декадентна храна. Ово није случај. Епикур је сматрао атараксију (спокојство, ослобођење од страха) и апонију (одсуство бола) висином среће. Такође је сматрао да је разборитост важна врлина и да је вишак и претераност сматрао супротним постизању атараксије и апоније.
Епикур је више волео „добро", па чак и мудрост и културу, него „задовољство стомака". Иако су коментари двадесетог века генерално настојали да умање овај и с тим повезани цитате, недавно је објашњена доследност малог епикурејства оброка са епикурејским материјализмом.